# Колбасін Олексій Володимирович
Олексі́й Володи́мирович Колба́сін — учасник Афганської війни 1979—1989 років.

## З життєпису
В мирний час проживає у місті Хмельницький. У часі російсько-української війни — заступник командира батальйону «Айдар» по роботі з особовим складом.
Голова громадської організації «Хмельницька обласна асоціація ветеранів Афганістану та АТО».
Член Консультативної ради у справах ветеранів війни, сімей загиблих (померлих) захисників України.

## Нагороди
- орден «За мужність III» ступеня (13.2.2015)